# Lijst van nummer 1-hits in Denemarken in 1995
Deze hits stonden in 1995 op nummer 1 in de Deense hitlijsten die werden bijgehouden door de International Federation of the Phonographic Industry en Nielsen SoundScan. De hitlijsten werden gepubliceerd door het Amerikaanse magazine Billboard in de sectie "Hits of the World". De nummer 1-hits in Denemarken van 2000 tot en met 2007 werden bijgehouden door Hitlisten, dat op zijn beurt weer werd vervangen door de Tracklisten Top 40.
| Datum        | Artiest           | Titel                           |
| ------------ | ----------------- | ------------------------------- |
| 7 januari    | Rednex            | Old Pop in an Oak               |
| 14 januari   | Rednex            | Old Pop in an Oak               |
| 21 januari   | Rednex            | Old Pop in an Oak               |
| 28 januari   | Rednex            | Old Pop in an Oak               |
| 4 februari   | The Cranberries   | Zombie                          |
| 11 februari  | East 17           | Stay Another Day                |
| 18 februari  | East 17           | Stay Another Day                |
| 25 februari  | Ini Kamoze        | Here Comes the Hotstepper       |
| 4 maart      | Scatman John      | Scatman (Ski-Ba-Bop-Ba-Dop-Bop) |
| 11 maart     | Scatman John      | Scatman (Ski-Ba-Bop-Ba-Dop-Bop) |
| 18 maart     | Scatman John      | Scatman (Ski-Ba-Bop-Ba-Dop-Bop) |
| 25 maart     | Scatman John      | Scatman (Ski-Ba-Bop-Ba-Dop-Bop) |
| 1 april      | Scatman John      | Scatman (Ski-Ba-Bop-Ba-Dop-Bop) |
| 8 april      | diverse artiesten | Sarajevo's børn - Gi dem et håb |
| 15 april     | diverse artiesten | Sarajevo's børn - Gi dem et håb |
| 22 april     | diverse artiesten | Sarajevo's børn - Gi dem et håb |
| 29 april     | diverse artiesten | Sarajevo's børn - Gi dem et håb |
| 6 mei        | diverse artiesten | Sarajevo's børn - Gi dem et håb |
| 13 mei       | diverse artiesten | Sarajevo's børn - Gi dem et håb |
| 20 mei       | diverse artiesten | Sarajevo's børn - Gi dem et håb |
| 27 mei       | diverse artiesten | Sarajevo's børn - Gi dem et håb |
| 3 juni       | The Offspring     | Self Esteem                     |
| 10 juni      | Take That         | Back for Good                   |
| 17 juni      | Timm & Gordon     | 21 Go'nat historier             |
| 24 juni      | Timm & Gordon     | 21 Go'nat historier             |
| 1 juli       | Timm & Gordon     | 21 Go'nat historier             |
| 8 juli       | Timm & Gordon     | 21 Go'nat historier             |
| 15 juli      | Timm & Gordon     | 21 Go'nat historier             |
| 22 juli      | Timm & Gordon     | 21 Go'nat historier             |
| 30 juli      | Me & My           | Dub-I-Dub                       |
| 6 augustus   | Me & My           | Dub-I-Dub                       |
| 13 augustus  | Me & My           | Dub-I-Dub                       |
| 25 augustus  | Me & My           | Dub-I-Dub                       |
| 6 september  | Me & My           | Dub-I-Dub                       |
| 13 september | Me & My           | Dub-I-Dub                       |
| 20 september | Me & My           | Dub-I-Dub                       |
| 27 september | Me & My           | Dub-I-Dub                       |
| 4 oktober    | Me & My           | Dub-I-Dub                       |
| 11 oktober   | Timm & Gordon     | Tør du la' vær'?                |
| 18 oktober   | Timm & Gordon     | Tør du la' vær'?                |
| 25 oktober   | Timm & Gordon     | Tør du la' vær'?                |
| 2 november   | Timm & Gordon     | Tør du la' vær'?                |
| 9 november   | Coolio & L.V.     | Gangsta's Paradise              |
| 16 november  | Coolio & L.V.     | Gangsta's Paradise              |
| 23 november  | Coolio & L.V.     | Gangsta's Paradise              |
| 30 november  | Coolio & L.V.     | Gangsta's Paradise              |
| 7 december   | Coolio & L.V.     | Gangsta's Paradise              |
| 14 december  | Coolio & L.V.     | Gangsta's Paradise              |
| 21 december  | Coolio & L.V.     | Gangsta's Paradise              |
| 28 december  | Coolio & L.V.     | Gangsta's Paradise              |